# Paul Berger
Paul Berger (6 de gener de 1845 Beaucourt, Territori de Belfort - 1908) va ser un metge i cirurgià francès que va exercir a París a l'Hôpital Tenon i va ser professor de Cirurgia Clínica i Patologia a la Facultat de Medicina de París. És conegut per l'operació de Berger, un mètode d'amputació interscapulotòracica i per millores en la suturació d'hèrnies i intestins. Està acreditat que va ser el primer a utilitzar una màscara quirúrgica durant una operació, l'octubre de 1897.